# 龙兴 (侯子光)
龍興（337年七月）是十六国时期后赵農民起義領袖侯子光的年号，共計1個月。

## 紀年對照表
| 龍興 | 元年  |
| ---- | ----- |
| 西元 | 337年 |
| 干支 | 丁酉  |

## 同期存在的其他政權年號
- 中國
  - 咸康（335年－342年）：东晋—成帝司馬衍之年號
  - 建兴（317年－353年）：前凉—張駿尊奉東晉之年號
  - 玉恒（335年－338年）：成汉—李期之年號
  - 建武（335年－348年）：后赵—石虎之年號

## 深入閱讀
- 李崇智. . 北京: 中華書局. 2004年12月. ISBN 7101025129.